# Hilde Synnøve Lid
Hilde Synnøve Lid (Voss, 18 de marzo de 1971) es una deportista noruega que compitió en esquí acrobático, especialista en la prueba de salto aéreo.
Participó en tres Juegos Olímpicos de invierno, entre los años 1992 y 1998, obteniendo una medalla de bronce en Lillehammer 1994, en el salto aéreo.
Ganó una medalla de plata en el Campeonato Mundial de Esquí Acrobático de 1999.

## Medallero internacional
| Juegos Olímpicos   | Juegos Olímpicos      | Juegos Olímpicos  | Juegos Olímpicos |
| Año                | Lugar                 | Medalla           | Competición      |
| ------------------ | --------------------- | ----------------- | ---------------- |
| 1994               | Lillehammer (Noruega) | Medalla de bronce | Salto aéreo      |
| Campeonato Mundial |                       |                   |                  |
| Año                | Lugar                 | Medalla           | Competición      |
| 1999               | Meiringen (Suiza)     | Medalla de plata  | Salto aéreo      |